# Eurycoccus sternlichti
Eurycoccus sternlichti är en insektsart som beskrevs av Williams 1958. Eurycoccus sternlichti ingår i släktet Eurycoccus och familjen ullsköldlöss.
Artens utbredningsområde är Israel. Inga underarter finns listade i Catalogue of Life.